# Смарагдис, Яннис
Яннис Смарагдис (греч. Γιάννης Σμαραγδής, 1946, Ираклион, Крит) — греческий кинорежиссер; почетный член Гильдии режиссёров Америки.

## Биографические сведения
Яннис Смарагдис родился на острове Крит в 1946 году, в городе Ираклион. Изучал киноискусство в Греции и Париже, Франция. Дебютировал в 1972 с короткометражной лентой «Δύο τρία πράγματα …», которая получила первый приз на Афинском фестивале, а также специальный приз на Монреальском кинофестивале.
Яннис Смарагдис преподает курс масс-медиа, режиссёрского искусства и сценария в афинском университете Пантеон. Он опубликовал две книги: «Поэтическая география» (1995) и «Кавафис» (1997) — литературные формы сценария к фильму, посвященному Константиносу Кавафису.

## Художественные фильмы
- Δύο τρία πράγματα (рус. Две, три вещи, 1972)
- Το κελλί μηδέν (рус. Нулевая ячейка, 1975)
- Αλαλούμ (рус. Алолум 1982)
- Το τραγούδι της επιστροφής (рус. Песня возвращения, 1983)
- Αιγαίο: από τον Όμηρο στον Ελύτη (рус. Эгейское море: от Гомера до Елитиса, 1985)
- Καβάφης (рус. Кавафис, 1996)
- Эль Греко / Ελ Γκρέκο, 2007
- Пираты Эгейского моря / Ο Θεός αγαπάει το χαβιάρι, 2012